# Antonio De Luca

Bischofswappen von Antonio De Luca

Antonio De Luca CSsR (* 1. Juli 1956 in Torre del Greco) ist Bischof von Teggiano-Policastro.

## Leben
Antonio De Luca trat der Ordensgemeinschaft der Redemptoristen bei, legte am 29. September 1973 die Profess ab und empfing am 5. Juli 1981 die Priesterweihe. Anschließend war er bis 1990 Rektor der Missionarsschule seines Ordens. 1993 stieg er zum Sekretär der Ordensprovinz Neapel auf, deren Superior er von 1999 bis 2008 war.
Papst Benedikt XVI. ernannte ihn am 26. November 2011 zum Bischof von Teggiano-Policastro und er wurde am 4. Februar des nächsten Jahres in das Amt eingeführt. Der Erzbischof von Neapel, Crescenzio Kardinal Sepe, spendete ihm am 7. Januar des nächsten Jahres die Bischofsweihe; Mitkonsekratoren waren Joseph William Tobin CSsR, Sekretär der Kongregation für die Institute geweihten Lebens und für die Gesellschaften apostolischen Lebens, und Angelo Spinillo, Bischof von Aversa. Als Wahlspruch wählte er Dum omni modo Christus adnuntietur.
Beniamino Depalma wurde am 29. November 2014 als Großoffizier in den Ritterorden vom Heiligen Grab zu Jerusalem investiert.